# Accra Technical University

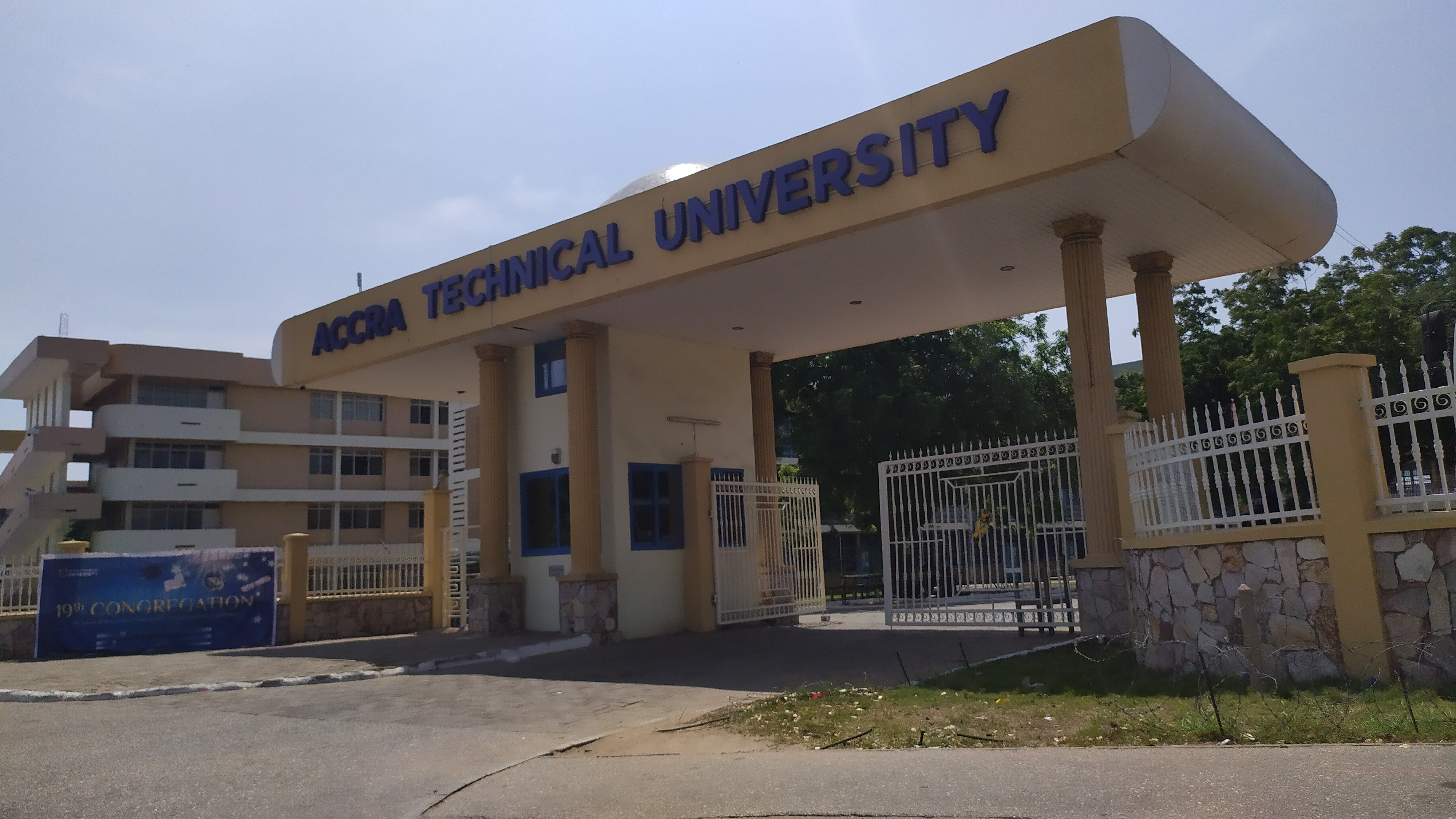
Haupteingang der ATU (2019)

Die Accra Technical University (früher Accra Polytechnic, Accra Technical Institute bzw. Technical School ) ist eine Technische Universität in Accra im westafrikanischen Staat Ghana. Sie war die erste Fachhochschule in Ghana. Die Universität ist in die Fakultäten Ingenieurwesen, angewandte Naturwissenschaften und Betriebswirtschaftslehre unterteilt.

## Geschichte
Im Jahr 1949 wurde die Technische Ausbildungsstätte noch vor der Unabhängigkeit Ghanas im Jahre 1957 gegründet. Nach der Unabhängigkeit wurde die Technische Ausbildungsstätte im Jahr 1957 in Accra Technical Institute umbenannt. Im Jahr 1963 erhielt die Accra Polytechnic ihren heutigen Namen per Erlass durch Präsident Kwame Nkrumah.
Die Kurse zu dieser Zeit waren noch nicht auf Hochschulniveau boten jedoch bereits Kurse in Mechanik, Kfz-Technik, Kühltechnik und Elektrik an. Aufgrund des Gesetzes PNDC Law 321 aus dem Jahr 1992, dessen volle Auswirkungen erst 1993/94 eintraten, wurden die Kurse verbessert und an die Anforderungen an das Hochschulniveau angepasst.
Es wurden auch flexible Studienmodelle, einschließlich Teilzeit- und Fernstudiengänge, eingeführt, um den Bedürfnissen berufstätiger Studierender gerecht zu werden.
Nunmehr wurden Fachhochschulkurse unter anderem in Mechanik, Elektronik, Gebäudetechnik, Mode und Design, Labortechnik und Statistik angeboten.

## Fakultäten
Die Fakultät für Ingenieurswesen ist unterteilt in die Abteilungen Gebäudetechnik und Ingenieurswesen, Mechanik, Elektronik und Elektrik sowie Möbeldesign und Produktion. In dieser Fakultät sind etwa 1500 Studierende eingeschrieben, von denen jährlich 400 erfolgreich ihr Studium abschließen. Von diesen haben ca. 44 Prozent Gebäudetechnik, 34 Prozent Mechanik, 34 Prozent Elektronik/Elektrik und 2 Prozent Möbeldesign studiert.
Die Fakultät für Betriebswirtschaftslehre ist unterteilt in die Abteilungen Lagerhaltung und Ankauf, Buchhaltung, Marketing, Sekretäre/Sekretärinnen (Zweisprachig), Sekretäre/Sekretärinnen im Management sowie freie Studien mit Sprachen. Hier studierten hier im Semester 2004/2005 insgesamt 3.779 Studierende. Die Studierenden verteilten sich auf die Bereiche Buchführung mit einer Zahl von 1.711, Marketing 805, Lagerhaltung und Ankauf 732 sowie Sekretäre/Sekretärinnen 531.
Die Fakultät angewandte Naturwissenschaften ist unterteilt in die Abteilungen Mathematik/Statistik, Labortechnik, Mode/Design und Technik, Hotel und Cateringmanagement. Hier studieren etwa 1000 Studenten, von denen ca. 50 Prozent Frauen sind.